# Oeiras indoor III 2025
L'Oeiras indoor III 2025 è stato un torneo maschile di tennis professionistico. È stata la 7ª edizione del torneo, facente parte della categoria Challenger 100 nell'ambito dell'ATP Challenger Tour 2025, con un montepremi di 145 000 €. Si è giocato dal 21 al 26 gennaio 2025 sui campi in cemento indoor del Complexo de Ténis do Jamor di Oeiras, in Portogallo.

## Partecipanti

### Teste di serie
| Nazionalità | Giocatore           | Ranking* | Testa di serie |
| ----------- | ------------------- | -------- | -------------- |
| Ungheria    | Márton Fucsovics    | 99       | 1              |
| Stati Uniti | Christopher Eubanks | 102      | 2              |
| Paesi Bassi | Jesper de Jong      | 111      | 3              |
| Svizzera    | Alexander Ritschard | 118      | 4              |
| Belgio      | Raphaël Collignon   | 120      | 5              |
| Germania    | Dominik Koepfer     | 124      | 6              |
| Portogallo  | Jaime Faria         | 125      | 7              |
| Slovacchia  | Lukáš Klein         | 144      | 8              |

* Ranking al 13 gennaio 2025.

### Altri partecipanti
I seguenti giocatori hanno ricevuto una wild card per il tabellone principale:
- Pedro Araújo
- Gastão Elias
- Frederico Ferreira Silva

I seguenti giocatori sono entrati in tabellone come alternate:
- Adrian Andreev
- Nik'oloz Basilashvili
- Nicolás Mejía

I seguenti giocatori sono passati dalle qualificazioni:
- Liam Draxl
- Mark Lajal
- Ignacio Buse
- Beibit Zhukayev
- Denis Yevseyev
- Daniel Rincón

## Punti e montepremi
| Torneo    | Torneo              | V      | F     | SF    | QF    | 2T    | 1T    | Q | Q2  | Q1  |
| Singolare | Punti               | 100    | 50    | 25    | 14    | 7     | 0     | 4 | 2   | 0   |
| Singolare | Premi in denaro (€) | 16 020 | 9 415 | 5 555 | 3 240 | 1 900 | 1 160 | – | 580 | 290 |
| Doppio    | Punti               | 100    | 50    | 25    | 14    | –     | 0     | – | –   | –   |
| Doppio    | Premi in denaro (€) | 6 845  | 4 050 | 2 400 | 1 420 | –     | 800   | – | –   | –   |

## Campioni

### Singolare
Alexander Blockx ha sconfitto in finale  Liam Draxl con il punteggio di 7–5, 6–1.

### Doppio
Liam Draxl /  Cleeve Harper hanno sconfitto in finale  Matwé Middelkoop /  Denys Molčanov con il punteggio di 1–6, 7–5, [10–6].